# تد استیونز
تد استیونز (انگلیسی: Ted Stevens؛ زاده ۱۸ نوامبر ۱۹۲۳ - درگذشته ۹ اوت ۲۰۱۰) سناتور سابق عضو جمهوری‌خواه بود. وی در سال ۱۹۶۸ تا ۲۰۰۹ میلادی سناتور ایالت آلاسکا در سنای ایالات متحده آمریکا بود.